# Iris minutoaurea
Iris minutoaurea är en irisväxtart som beskrevs av Tomitaro Makino. Iris minutoaurea ingår i släktet irisar, och familjen irisväxter. Inga underarter finns listade i Catalogue of Life.

## Bildgalleri

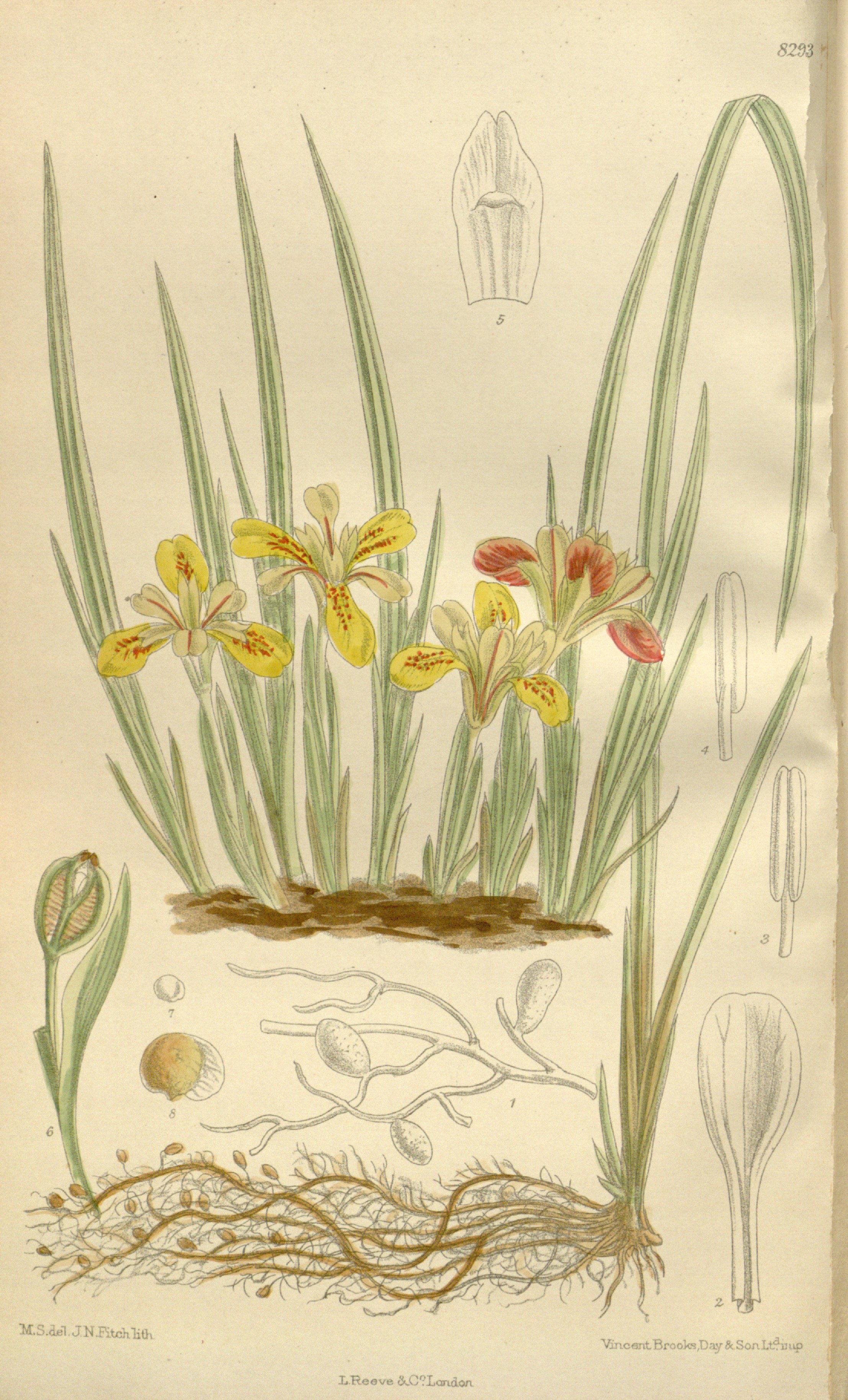